# Los pazos de Ulloa (sèrie de televisió)
Los pazos de Ulloa és una sèrie de televisió basada en la novel·la homònima, publicada en 1886, i en Madre Naturaleza, de l'escriptora Emilia Pardo Bazán. Va ser produïda per Midega Film en col·laboració amb Cia.. Iberoamericana de T.V. per Televisió Espanyola en coproducció amb R.A.I. (Rete 1). Va ser estrenada al primer canal de Televisió Espanyola en 1985 i emesa en altres països com Uruguai o Argentina.
El guió el van signar Manuel Gutiérrez Aragón, Gonzalo Suárez i Carmen Rico-Godoy.
Va ser rodada a Santiago de Compostel·la, El Espinar, Pazo de Gondomar, Ponteareas, Tui i als Estudis Luis Buñuel de Madrid.
El 29 d'abril de 2009 la sèrie va ser reestrenada a la pàgina web de Ràdio Televisió Espanyola, on es poden veure íntegres tots els capítols i de forma permanent i gratuïta.

## Argument
Galícia, 1880. Als Pazos de Ulloa, un recòndit i salvatge paratge, on la religió i la bruixeria, les passions i la política, s'entreteixeixen en plena naturalesa, arriba don Julián (José Luis Gómez), un capellà delicat i de sensible puresa que ha estat enviat com a administrador de la hisenda del Marquès. La seva arribada tindrà imprevisibles conseqüències. Don Pedro, marquès d'Ulloa (Omero Antonutti), un senyor feudal empobrit i corrupte, es veu impel·lit a casar-se amb Nucha (Victoria Abril), una senyoreta de la ciutat, cosina seva, per qui l'hostil i cruel ambient dels pazos constituirà un infernal malson. Sabel (Charo López), la criada de perversa bellesa, amb qui el Marquès ha tingut un fill bastard, és la figura oposada a la fràgil Nucha.

## Premis
TP d'Or 1985
| Categoria             | Persona               | Resultay   |
| --------------------- | --------------------- | ---------- |
| Millor sèrie nacional | Millor sèrie nacional | Guanyadora |
| Millor actriu         | Charo López           | Guanyadora |

Fotogramas de Plata 1985
| Categoria                     | Persona                        | Resultat           |
| ----------------------------- | ------------------------------ | ------------------ |
| Millor intèrpret de televisió | Victoria Abril José Luis Gómez | Candidata Candidat |